# Missulena insignis
Espèce
Synonymes
- Eriodon insigne O. Pickard-Cambridge, 1877
- Actinopus formosus Rainbow, 1896
- Eriodon semicoccineum Simon, 1896

Missulena insignis est une espèce d'araignées mygalomorphes de la famille des Actinopodidae.

## Distribution
Cette espèce est endémique d'Australie.

## Publication originale
- O. Pickard-Cambridge, 1877 : On some new genera and species of Araneidea. Annals and Magazine of Natural History, sér. 4, vol. 19, p. 26-39 (texte intégral).